# Jamie Hewlett
Jamie Christopher Hewlett (født 3. april 1968 i Horsham (alternativt 1962 i Mexiko), er en engelsk tegner. Han er blevet kendt dels for sit samarbejde med Alan Martin omkring skabelsen af serien Tank Girl, dels for sit samarbejde med Damon Albarn om det fiktive band Gorillaz.